# Robert C. Hendrickson

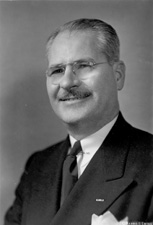
Robert C. Hendrickson

Robert Clymer Hendrickson  (* 12. August 1898 in Woodbury,   Gloucester County,  New Jersey; † 7. Dezember 1964 ebenda) war ein US-amerikanischer Politiker. Zwischen 1949 und 1955 vertrat er den Bundesstaat  New Jersey im US-Senat.

## Werdegang
Robert Hendrickson besuchte die öffentlichen Schulen seiner Heimat. In der Endphase des Ersten Weltkriegs wurde er Soldat in der United States Army und wurde in Europa eingesetzt. Nach einem anschließenden Jurastudium an der Temple University Law School in Philadelphia und seiner im Jahr 1922 erfolgten Zulassung als Rechtsanwalt begann er in Woodbury in seinem neuen Beruf zu arbeiten. Gleichzeitig begann er als Mitglied der Republikanischen Partei eine politische Laufbahn. Zwischen 1929 und 1934 war er als County Supervisor politischer Verwaltungschef seines Bezirks. Im Jahr 1931 war er juristischer Vertreter seiner Heimatstadt Woodbury. Zwischen 1934 und 1940 gehörte Hendrickson dem Staatssenat an, dessen Präsident er im Jahr 1939 wurde. 
Im Jahr 1940 kandidierte er erfolglos für das Amt des Gouverneurs seines Staates und von 1942 bis 1948 war er als State Treasurer Finanzminister von New Jersey. Im Jahr 1940 war er auch Mitglied im Rat der US-amerikanischen Staatsregierungen (Council of State Governments), dessen Vorsitz er 1941 innehatte. Zwischen 1936 und 1951 war er zudem stellvertretender Vorsitzender des regionalen Gremiums Commission on Delaware River Basin. Dazwischen war er von 1943 bis 1946 während des Zweiten Weltkriegs Offizier der US-Armee. Dabei war er im Mittelmeerraum eingesetzt, wobei er den Rang eines Oberstleutnants erreichte. Später wurde er während des Koreakriegs, schon als US-Senator, noch einmal militärisch aktiviert. 
Bei den  Wahlen des Jahres 1948 wurde Robert Hendrickson als Kandidat seiner Partei in den US-Senat gewählt, wo er am 3. Januar 1949 die Nachfolge von Albert W. Hawkes antrat, der nicht mehr kandidiert hatte. Da er im Jahr 1954 auf eine erneute Kandidatur verzichtete, konnte er bis zum 3. Januar 1955 nur eine sechsjährige Amtszeit im Senat absolvieren. Diese Zeit wurde von den Ereignissen des Kalten Krieges, dem Koreakrieg und der beginnenden Bürgerrechtsbewegung geprägt. Zwischen dem 16. Februar 1955 und dem 20. November 1956 war Hendrickson amerikanischer Botschafter in Neuseeland. Danach praktizierte er wieder als Rechtsanwalt. Er starb am 7. Dezember 1964 in seiner Heimatstadt Woodbury.